# Coenonympha austauti
Coenonympha austauti är en fjärilsart som beskrevs av Charles Oberthür 1881. Coenonympha austauti ingår i släktet Coenonympha och familjen praktfjärilar. Inga underarter finns listade i Catalogue of Life.